# Franciszek Płonka
Franciszek Płonka, ps. Jeleń, Kubacki (ur. 2 stycznia 1908 w Krośnie, zm. 26 czerwca 1943 w Przysietnicy) – dowódca i organizator oddziału krośnieńskiego: OP-11, NOW i AK, brat Orskiego, porucznik.

## Życiorys
Zainicjował i założył ponadlokalną organizację wojskową – na spotkaniu 21 listopada 1939 w mieszkaniu urzędnika Sądu Okręgowego – Wiktora Łąckiego Sępa w Jaśle. Pozyskał do współpracy strażników miejscowego więzienia, nawiązał kontakty z terenem ze środowiska przemysłu naftowego, leśnictwa, kolejnictwa, poczty i sądownictwa. Uruchomił punkt kontaktowy w mieszkaniu Marii Filipińskiej, przy ul. Floriańskiej w Jaśle.
Brał udział w napadzie z 26/27 stycznia 1943 wraz z Zenonem Sobotą, Janem Magurą, Stanisławem Magurą, J.Szczepaniakiem – ps. Kos; z Romanem Myśliwcem – ps. Roman, Leopoldem Czuchrą – ps. Pokrzywka i z innymi, na Kasę Zarządu firmy Karpathen Öl Aktiengeselschaft w Krośnie, gdzie zdobyto 789 562 zł. dla potrzeb AK.
Organizował akcje sabotażowe i wywiadowcze na lotnisku w Krośnie. Od Franciszka Płonki Krystyna Samborska w OP-11 AK i otrzymała zadanie, dotyczące pozyskiwania broni i amunicji w Kasynie niemieckim na lotnisku w Krośnie.
20 maja 1943 patrol dywersyjny Franciszka Płonki „Kubackiego” powstrzymał przed nieograniczonym rekwirowaniem bydła, napadając na samochód starosty krośnieńskiego F. Heinischa i kierownika krośnieńskiej rzeźni, jadących na spęd bydła kontyngentowanego. Zabrano im samochód i broń.

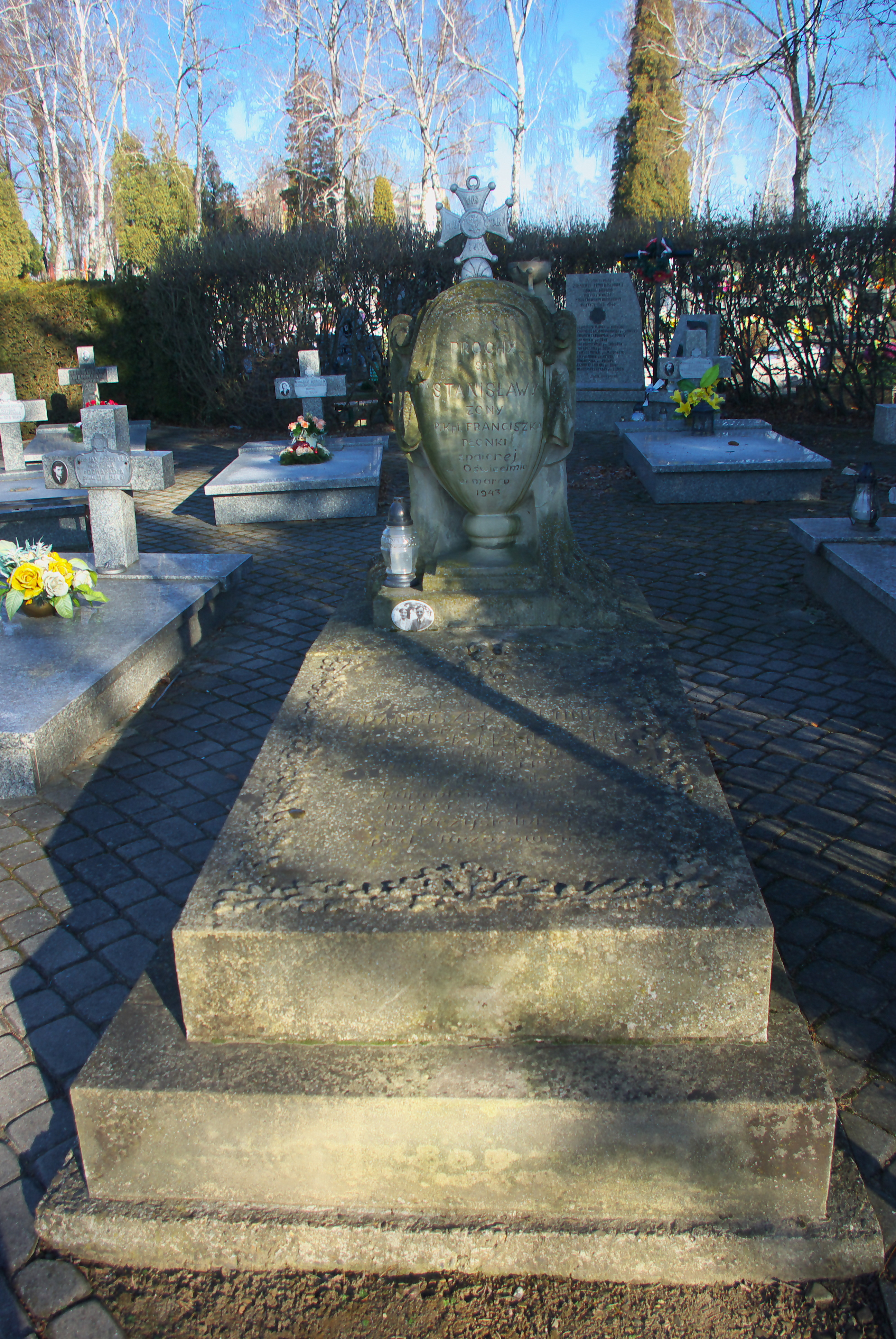
Grób Franciszka Płonki

Wraz z Zenonem Sobotą ps. „Korczak” był w składzie grupy, która 26 czerwca 1943 o godz. 7:30 dokonała w Sanoku egzekucji przedwojennego oficera WP i konfidenta gestapo, Franciszka Goryni. W drodze powrotnej podczas postoju między Przysietnicą a Izdebkami celem zmiany opony w samochodzie, nadjechała niemiecka żandarmeria, a podczas strzelaniny zabity został m.in. Franciszek Płonka. Został odznaczony Krzyżem Virtuti Militari.
Jego żona Stanisława z Bachurskich – Płonka (ur. 1911) – aresztowana przez jasielskie Gestapo, w Oświęcimiu rzuciła się na niesioną na noszach do komory gazowej siostrę Niusię Tarkową i zginęła razem z nią 11 lutego 1943. Grobowiec Franciszka i Stanisławy Płonków ustanowiono w żołnierskiej kwaterze na Cmentarzu Komunalnym w Krośnie.